# Plaek Phibunsongkhram
Plaek Phibunsongkhram (thaï : แปลก พิบูลสงคราม), de son nom de naissance Plaek Khittasangkha, né le 14 juillet 1897, mort le 11 juin 1964, était un militaire et homme d'État thaïlandais. Il était également désigné sous les noms de Chomphon Po (littéralement : le maréchal P) ou simplement Phibun. Il fut Premier ministre et dictateur militaire de la Thaïlande de 1938 à 1944, puis de 1948 à 1957.

## Biographie
Plaek Khittasangkha est né dans une famille de fermiers d'ascendance chinoise et thaïe. Il étudia dans divers temples-écoles, puis entra à l'Académie militaire royale de Chulachomklao (en) et intégra le corps d'artillerie en 1914. Il fit des études supérieures en France à l'école d'artillerie de Fontainebleau. Il rencontra en 1927 Pridi Phanomyong et trois, quatre ou cinq autres jeunes lors d'une réunion de l'association des étudiants siamois en France au numéro 9 de la rue Du Sommerard dans le 5ème arrondissement de Paris : ce jour-là, ils ne se contentèrent pas de revendiquer une revalorisation du montant des bourses scolaires ; ils planifièrent ensemble de renverser la monarchie absolue du roi Rama VII pour la transformer en monarchie constitutionnelle.
De  retour en Thaïlande en 1928, le titre nobiliaire honorifique de Luang Phibunsongkhram lui fut décerné par le roi Prajadhipok (Rama VII). Il adopta plus tard Phibun comme nom de famille.

### Révolution de 1932
Devenu lieutenant-colonel, il mit en œuvre avec Pridi Phanomyong et une centaine de militants civils et militaires du Parti du peuple (49 soldats et 65 civils) le plan élaboré en 1927 à Paris. Dirigé par le colonel Phraya Songsuradet, il  fit partie des chefs de l'aile militaire du Parti du peuple, qui organisa  le coup d'État de 1932, aboutissant au renversement sans effusion de sang de la monarchie absolue en Thaïlande et à la mise en place d'une monarchie constitutionnelle avec, dès 1933, l'élection d'un Parlement au suffrage universel (qui inclut déjà les femmes).
Phibun assit sa popularité en écrasant l'année suivante la révolte monarchiste menée par le prince Borowadet (en). Le roi Prajadhipok (Rama VII), bien que n'ayant pas de lien avec la rébellion, se trouva politiquement en porte-à-faux, et finit par abdiquer le 2 mars 1935. Le nouveau roi, Ananda Mahidol (Rama VIII), était encore un enfant et suivait sa scolarité en Suisse.

### Premier ministre de Thaïlande
En 1938, Phibun remplaça Phraya Phahol en tant que Premier ministre, et consolida sa position en nommant plusieurs membres de factions militaires à des postes gouvernementaux influents. 
Il fit arrêter 40 opposants politiques, monarchistes comme démocrates, en 1939. Après une parodie de procès, 18 d'entre eux furent exécutés.
Phibun commença par accélérer la modernisation de la Thaïlande et mit sur pied un régime inspiré du fascisme européen, basé sur une propagande ultranationaliste nommé programme de "thaïfication". Avec l'aide de son ministre de la Propagande Luang Wichitwathakan, il diffusa à partir de 1939 son propre culte de la personnalité. Les portraits de Phibun étaient présents partout, tandis que ceux de l'ancien roi Prajadhipok étaient interdits, et que la presse et la radio de Thaïlande diffusaient continuellement propos et slogans du Premier ministre.
La propagande du régime visait à « élever l'esprit national et la moralité de la nation ». Le gouvernement imposa comme langue nationale la langue parlée à Bangkok, par opposition aux dialectes locaux. La population fut incitée à adopter le vêtement occidental. 
En 1939, Phibun changea le nom de pays qui, de Siam, devient Prathet Thai (« pays des Libres ») ou Thaïlande. En 1941, le 1er janvier fut adopté comme jour officiel de la nouvelle année, en lieu et place du 1er avril traditionnel. 
Le régime adopta également une politique nationaliste en matière économique, en menant une politique de quotas visant à réduire la place des produits chinois en Thaïlande, et à favoriser les produits locaux. Dans un discours de 1938, Luang Wichitwathakan compara les Chinois du Siam aux Juifs d'Allemagne.
Le 5 août 1941, la Thaïlande reconnut le Mandchoukouo, dans le cadre de son rapprochement avec l'empire du Japon.

### Attaque de l'Indochine française
En septembre 1940, le gouvernement de Phibun constata que les Japonais avaient pu sans grandes difficultés envahir l'Indochine française. La Thaïlande attaqua à son tour l'Indochine en octobre 1940 et, en mai 1941, obtint l'annexion de quelques provinces. L'empire du Japon, soucieux de se ménager un allié en Extrême-Orient, se posa en médiateur entre la France et la Thaïlande.
Phibun fit aux Japonais la promesse orale de leur laisser le passage sur le sol thaïlandais lors de leur invasion de la Malaisie britannique. D'abord fortement pro-japonais, le régime thaïlandais s'inquiéta ensuite des conséquences que pourrait avoir le déclenchement du conflit sur l'intégrité territoriale de la Thaïlande, qui ne pourrait avoir aucun allié du fait des rapports diplomatiques désastreux avec les pouvoirs occidentaux dans le secteur.

### Alliance avec le Japon
En décembre 1941, la Thaïlande, hésitante, n'avait toujours pas répondu officiellement aux demandes des Japonais, qui réclamaient le passage sur son territoire pour envahir la Malaisie. Le 8 décembre, les Japonais décidèrent de passer outre et pénétrèrent sur le sol thaïlandais. Des heurts se produisirent entre les troupes thaïlandaises et japonaises, avant que Phibun ne décrète le cessez-le-feu général. Mais constatant l'avance foudroyante des Japonais en Malaisie, le gouvernement thaïlandais oublia ses hésitations. Les troupes britanniques, qui tentaient de passer par le sol thaïlandais pour prendre les Japonais à revers, durent essuyer les tirs de la Police royale thaïlandaise et rebroussèrent chemin. Le 21 décembre, un traité fut signé avec le Japon. Phibun chassa du gouvernement les ministres opposés à l'alliance. Les troupes japonaises furent autorisées à stationner en Thaïlande, et à y créer des camps pour y parquer des prisonniers alliés.
Le 22 janvier 1942, les troupes thaïlandaises pénétrèrent en Birmanie pour y affronter les Britanniques. 
Une opposition se fit néanmoins jour face à la politique de Plaek Phibun. Seni Pramoj, ambassadeur de la Thaïlande aux États-Unis, refusa de remettre la déclaration de guerre, et fonda à Washington les Forces thaïlandaises libres, soutenu par Rambai Barni, veuve de l'ancien roi, qui militait dans le même sens au Royaume-Uni. Le régent Pridi Banomyong anima secrètement des mouvements anti-japonais. L'économie de la Thaïlande souffrit fortement de sa participation au conflit mondial. En tant qu'allié du Japon, le pays subit des bombardements.

### Première chute
En août 1944, alors que la situation militaire du Japon s'aggravait de jour en jour, Phibun se trouva mis en minorité par l'Assemblée nationale, qui rejeta notamment son projet ruineux de déplacer la capitale de Bangkok vers Phetchabun. Ayant également perdu le soutien d'une partie de l'armée, Phibun dut démissionner et fut remplacé comme Premier ministre par Khuang Abhaiwongse qui maintint en apparence l'alliance avec le Japon, tout en liant contact avec les mouvements anti-japonais.
À la fin de la guerre, Phibun fut arrêté par les Alliés et inculpé de crimes de guerre. Il fut finalement acquitté sous la pression populaire, une majorité de Thaïlandais considérant qu'il n'avait fait que servir les intérêts du pays et son indépendance.

### Coup d'État et retour au pouvoir
En novembre 1947, les unités de l'armée sous le commandement de Phibun effectuèrent un coup d'État qui renversa le gouvernement de Thawal Thamrong Navaswadhi. Khuang Abhaiwongse assuma à nouveau la charge de Premier ministre jusqu'au 8 avril 1948, quand un nouveau coup de force remit Phibun au pouvoir.
Plaek Phibun s'attacha cette fois à donner à son gouvernement une apparence de démocratie, et soutint l'ONU durant la guerre de Corée ce qui lui permit de recevoir une importante aide de la part des États-Unis. Son gouvernement reprit cependant ses campagnes anti-chinoises, en stoppant l'immigration chinoise et en entreprenant de limiter la domination économique chinoise du marché thaï. Les écoles et associations chinoises furent de nouveau fermées. Phibun établit néanmoins vers la fin des années 1950 des liens discrets avec la république populaire de Chine. 
Le 29 juin 1951, Phibun assistait à une cérémonie à bord de l'USS Manhattan quand il fut pris en otage par un groupe d'officiers navals. Les négociations entre le gouvernement et les putschistes tournèrent court, menant à des combats de rues à Bangkok entre la marine et l'armée. Phibun réussit à s'échapper à la nage du cuirassé Sri Ayutthaya, où il était détenu, et la tentative de coup d'État échoua. Le 29 novembre de la même année, l'armée affirma à nouveau son contrôle sur le pays, en rétablissant la constitution autoritaire de 1932.

### Seconde chute
À la fin de son second mandat comme Premier ministre, Phibun fit l'objet de soupçons accrus de fraude électorale. Les États-Unis soutinrent ses opposants. En 1957, le maréchal Sarit Thanarat organisa un nouveau coup d'État, soutenu par une partie des royalistes. Phibun dut alors partir en exil pour le Japon, où il demeura jusqu'à sa mort en 1964.